# Aston Martin 12/50 Standard
La 12/50 Standard è un'autovettura prodotta dalla Aston Martin dal 1932 al 1933 in circa 20 esemplari.
La vettura aveva installato un motore a quattro cilindri in linea da 1,5 L di cilindrata. Era disponibile in due versioni, roadster e berlina. Da un punto di vista estetico, il modello agevolmente riconoscibile per la presenza di uno stretto radiatore.